# Unione Sportiva Aosta Calcio 1993-1994
Questa voce raccoglie le informazioni riguardanti  l'Unione Sportiva Aosta Calcio nelle competizioni ufficiali della stagione 1993-1994.

## Stagione
Area direttiva
- Presidente: Massimo Pavan
- Amm. Delegato: Rag. Romano Bo
- Segretario Generale: Adelio Framarin

Area tecnica
- Direttore sportivo: Sergio Borgo
- Allenatore: Marco Taffi

## Rosa
| N. |                   | Ruolo | Calciatore       |
| -- | ----------------- | ----- | ---------------- |
|    | Italia (bandiera) | P     | Orazio Buda      |
|    | Italia (bandiera) | A     | Ivan Clerino     |
|    | Italia (bandiera) | C     | Enrico Colnaghi  |
|    | Italia (bandiera) | D     | Didier Degioz    |
|    | Italia (bandiera) | C     | Ivan Ferretti    |
|    | Italia (bandiera) | C     | Fabio Fratena    |
|    | Italia (bandiera) | C     | Antonino Gambino |
|    | Italia (bandiera) | C     | Stefano Gatti    |
|    | Italia (bandiera) | A     | Marco Girelli    |
|    | Italia (bandiera) | C     | Cisco Guida      |

| N. |                   | Ruolo | Calciatore              |
| -- | ----------------- | ----- | ----------------------- |
|    | Italia (bandiera) | D     | Luca Lessio             |
|    | Italia (bandiera) | D     | Oliviero Mascheroni     |
|    | Italia (bandiera) | C     | Roberto Milani          |
|    | Italia (bandiera) | C     | René Montrosset         |
|    | Italia (bandiera) | D     | Emanuele Panizza        |
|    | Italia (bandiera) | A     | Giuseppe Pensiero       |
|    | Italia (bandiera) | A     | Gioacchino Prisciandaro |
|    | Italia (bandiera) | A     | Maurizio Rossi          |
|    | Italia (bandiera) | C     | Gianluigi Sarti         |